# Alessandra Alores
Alessandra Alores (n. 6 octombrie 1975, Kiev, RSS Ucraineană, URSS) este un fotomodel german care a câștigat titlul de regina frumuseții.

## Date biografice
Alores ca Miss Bayern la data de  18 ianuarie 2003 este aleasă Miss Germania. La interviul acordat, a dat ocazie la rumoare deoarece
Alessandra va lucra ca manechin la  Wilhelmina și la IMG Models, din  New York, iar în Germania are contract cu Metropolitan. La 22 decembrie 2007 câștigă titlul de Top Model Deutschland , iar în ianurie 2008 va câștiga în Egipt, titlul de Top Model of the World.
La concursul "Miss World Deutschland 2009" a fost descalificată deoarece ar fi avut fotografii nepermise de organizator.